# Trigonopsis moraballi
Trigonopsis moraballi är en biart som beskrevs av Richards 1937. Trigonopsis moraballi ingår i släktet Trigonopsis och familjen grävsteklar. Inga underarter finns listade i Catalogue of Life.